# Tettigonia adorabilis
Tettigonia adorabilis är en insektsart som beskrevs av Blanchard 1840. Tettigonia adorabilis ingår i släktet Tettigonia och familjen dvärgstritar. Inga underarter finns listade i Catalogue of Life.